# 아케치정 (기후현 에나군 2004년)
아케치정(일본어: 明智町)은 일본 기후현 에나군에 설치되었던 정이다. 2004년 10월 25일에는 합병에 의해서 〈신〉 에나시가 성립해, 자치체로서의 아케치정은 폐지되었다. 동시에 에나시의 마을 이름으로 아케치정이 설치되었다.

## 역사
가마쿠라 시대인 호지 원년(1247년)에 아케치토야마 씨 시조 도야마 케이시게가 아케치 성(白隆城)을 축성하였다.토오야마 씨 일족은 본거지인 이와무라 성과 묘기 성, 아케치 성을 중심으로 현재의 에나 시·나카쓰카와 시에 걸친 지역을 다스렸다.
전국시대에는 오다 씨와 다케다 씨의 항쟁 무대가 되었다. 특히 1570년(모토가메 원년) 다케다 군이 우에무라(우에야사쿠 정)에 침입하여 우에무라 전투가 발발했을 때에는 아케치 도야마 씨와 그 가신의 상당수가 토사하였다. 아케치 미쓰히데의 출신지에는 여러 설이 있으며, 아케치 정 외에 가아시 등이 출생지라고 주장하고 있다
아케치토야마 씨는 도쿠가와 이에야스 밑에서 전국기를 살아남았고, 에도 시대에는 6500석의 하타모토로서 구령을 다스렸다.명지에는 하타모토 진옥이 놓여져 중마 가도 옆길의 역참 마을로 발전하였다.
메이지·타이쇼기에는 양잠·제사 산업으로 번창하여 쇼와기에 이르러 요업이 주산업이 되었다.시가지에는 주로 다이쇼기 이후 서양 문화의 영향을 받은 건조물이 남아 있으며, 이들을 관광 자원으로 1984년(쇼와 59년)에 일본 다이쇼무라가 개촌하였다.
- 2004년 10월 25일 - (구) 에나시, 에나군 이와무라정, 야마오카촌, 아케치정, 구시하라촌, 가미야하기정의 1시 4정 1촌이 합병해 <신> 에나시가 성립하였다.

## 교통

### 철도
- 아케치 철도 아케치 선

### 도로
- 국도 제257호선
- 국도 제363호선

## 참고 문헌
- 角川日本地名大辞典編纂委員会,『角川日本地名大辞典 21 岐阜県』1980, 角川書店